# الأقليات الإثنية في أذربيجان

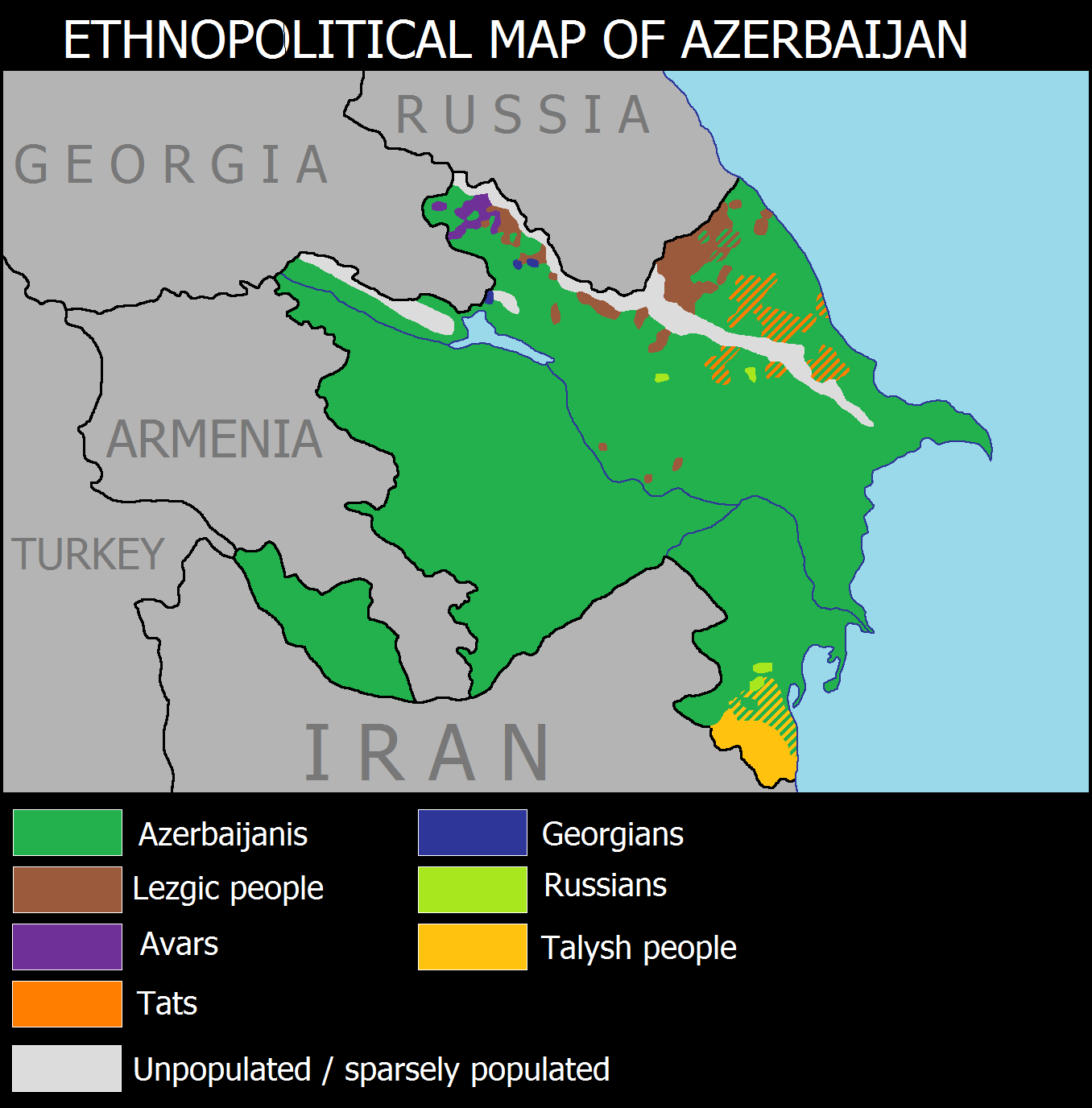
الخريطة العرقية اللغوية لأذربيجان (2024، بعد انهيار جمهورية ناغورنو كاراباخ الانفصالية وخروج الأرمن من ناغورنو كاراباخ في عام 2023).

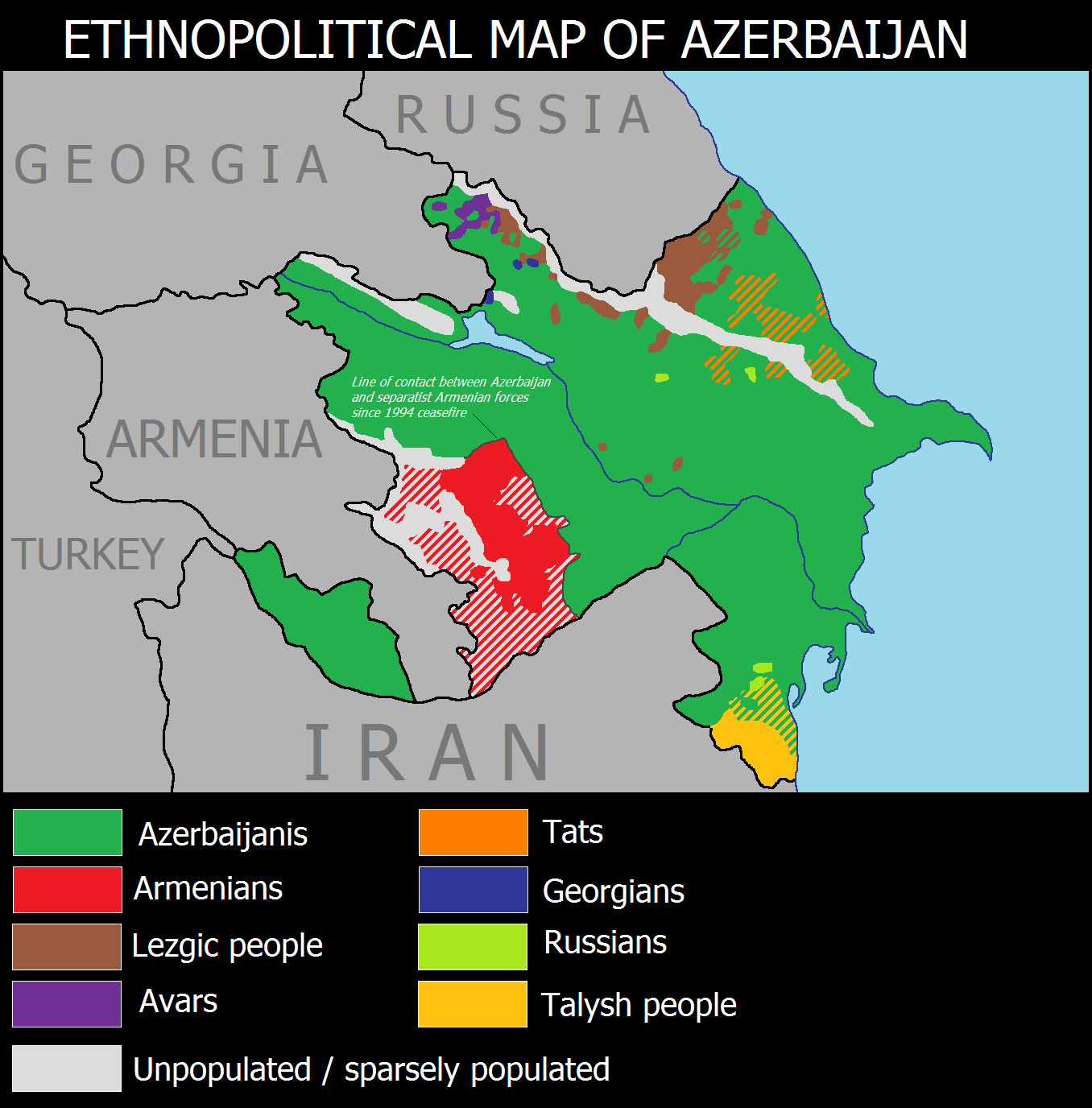
الخريطة العرقية اللغوية لأذربيجان (1994-2020، بعد حرب مرتفعات قره باغ الأولى وقبل حرب مرتفعات قره باغ الثانية).

الأقليات الإثنية في أذربيجان - ويشكل ممثلو الأقليات والمجموعات الإثنية في أذربيجان.هنك حيث يعيش أكثر من 16 جنسية. وهذه هي التالية.

## عنها
ورغم أن لجنة الأمم المتحدة المعنية بالتمييز العنصري قد أظهرت تقدما من خلال الامتثال لقانون التمييز العنصري، فإن التمييز العنصري لم يتم التسامح بشأنه.وتساءل التقرير النهائي للجنة القضاء على التمييز العنصري عما إذا كان هذا التشريع قد ينتهك القواعد التمييزية للمسؤولين الحكوميين والمسؤولين عن إنفاذ القانون.واقترحت لجنة القضاء على التمييز العنصري أيضاً أن أذربيجان منخرطة بعمق في التمييز، وليس بسبب «أشد مظاهرها قسوة وتطرفاً» ، ولكن مع أحداث داخلية.

## الروس
في القرن التاسع عشر، يمكن تقسيم السكان الروس المنقولين إلى أذربيجان إلى مجموعتين بعد عقد 1870، كان بعض الروس الذين يعيشون هنا مفلسين والفلاحين الذين حرموا من الأرض، وكانت المجموعة الأخرى طائفي ينتمون إلى طوائف مختلفة من المسيحية. كانت الهجرة الروسية إلى الجمهورية قوية في عقد 1920 وعقد 1930، وبحلول عام 1999 انخفض عددهم إلى 250,000 في الجمهورية.

## الأكراد
يعيش الأكراد في ساداراك، ناخشيفان جمهورية ذاتية الحكم، قرية تيفاز من منطقة جلفا وقرية داركاند في منطقة شرور، وإلى أن يعيش الأردنيون الأكراد في لاشين (قرى كركيشدي وشيراغلي ومينكاند)، كالباجار (في قرى أغياكاند، قرية زار ، في قرى أخرى) وقرى غوبادلي (قرية زيلاني).الأكراد يتكلمون اللغة الكردية في أسرة اللغة الإيرانية.

## لذجي
لذجي هي واحدة من الشعوب القوقازية.يعيش في داغستان وأذربيجان.في أذربيجان يعيشون أساسا في غوسار، غوبا، مناطق خشماز، وكذلك في مدن باكو، غانجا، سومغايت ومينغاشيفير، غابالا، إسمايلي، أوغوز وغويشاي.2.2 في المائة من سكان أذربيجان.معظمهم يمارسون الإسلام.وهي تلعب دورا هاما في التنمية الاقتصادية لمنطقة غوبا - خشماز الاقتصادية التي تعيش فيها.

## غجر
الغجر هي واحدة من الشعوب المهاجرة.هم الأصليون هندي أوروبا.تم العثور على الغجر في جميع أنحاء القارة من أوراسيا.تم نقل الغجر في أذربيجان إلى بالكين لمنع أعمال الانتقام من القبائل المحلية أثناء نقل شاه عباس.الغجر في بلاكاند هي الفارسية.

## تاليش
أما السكان الذين يعيشون في جنوب شرق جمهورية أذربيجان، ولا سيما في لانكران وأستارا وماسالي وليريك، وكذلك شمال إيران.يتحدثون بلغة تاليش ينتمون إلى عائلة اللغة الإيرانية.ويعتبر تاليشس من نسل كاجارس، واحدة من أقدم القبائل الأصلية في أذربيجان.إن الثقافات المادية والروحية لطاليش لا تختلف كثيرا عن الأذربيجانيين.

## الأفار
أفارس هي واحدة من الأقليات العرقية الذين يعيشون في مناطق زاغاتالا وبالاكان في جمهورية أذربيجان.يتحدثون لغة أسرة لغة القوقاز الشمالية.وهم يمارسون الإسلام.